# Gifford Pinchot

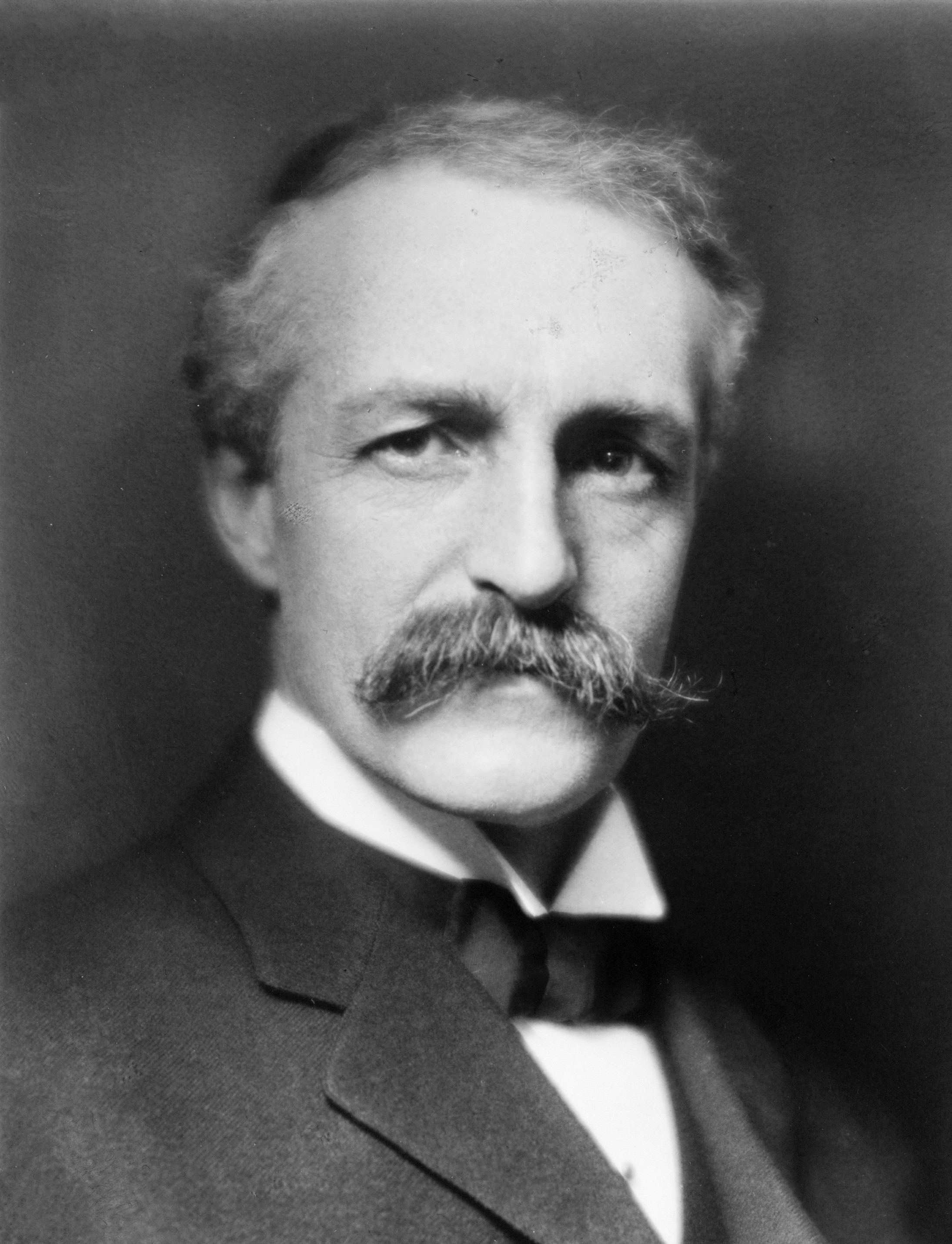
Gifford Pinchot (1909)

Gifford Pinchot (* 11. August 1865 in Simsbury, Hartford County, Connecticut; † 4. Oktober 1946 in New York City) war ein US-amerikanischer Forstwissenschaftler, Politiker der Republikanischen Partei und Umweltschützer. Er war der erste Chef des United States Forest Service (1905–1910) und der 29. sowie der 31. Gouverneur von Pennsylvania (1923–1927, 1931–1935). Pinchot ist vor allem bekannt geworden als ein Reformer des Managements und der Entwicklung des Waldes in den Vereinigten Staaten.

## Frühe Jahre und politischer Aufstieg
Pinchot war schon in seiner Jugend am Wald interessiert. Im Jahr 1898 schloss er sein Studium an der Yale University ab und wurde in die dortige Studentenverbindung Skull & Bones aufgenommen. Nach Erreichen des ersten akademischen Grades studierte er in Frankreich an einer staatlichen Forstschule für ein Jahr weiter. Im Auftrag der Phelps Dodge Company und von George W. Vanderbilt untersuchte und vermaß er Wälder. Danach eröffnete er in New York ein Forstberatungsbüro, das unter anderem für den Staat New Jersey und die Vanderbilts arbeitete.
Im Jahre 1896 wurde er von Präsident Grover Cleveland in den Bundesforstausschuss (National Forest Commission) berufen und mit der Aufgabe betraut, einen Plan für die Verwaltung der Wälder im Westen der USA und deren Nutzung zu entwickeln. Zwischen 1898 und 1905 war er Abteilungsleiter im US-Landwirtschaftsministerium. Sein dortiges Zuständigkeitsgebiet war die Forstverwaltung „Division of Forestry“, die später in „United States Forest Service“ umbenannt wurde.
In dieser Zeit führte er eine einflussreiche Debatte mit dem Naturphilosophen und -schützer John Muir über den besten Weg, Wälder zu nutzen. Pinchot vertrat die Position, dass Wälder und andere Naturressourcen nachhaltig genutzt werden sollten, so dass ihr Wert und ihre Nutzungsmöglichkeiten dauerhaft erhalten bleiben. Muir setzte sich für Wildnis-Schutz ein und wollte großflächig Wälder des amerikanischen Westens im Bundesbesitz ganz aus der Nutzung nehmen. Die Debatte wurde unter den dabei entwickelten Begriffen Conservation für nachhaltige Nutzung und Preservation für den Nutzungsverzicht bekannt. Beide Vertreter setzten ihre Vorstellungen in verschiedenen Gebieten durch: Pinchots Gedanken führten zu den National Forests der USA, während Muir maßgeblich war, für die Errichtung von Nationalparks und National Monuments. Beide waren mit Präsident Theodore Roosevelt befreundet, der als erster im großen Stil Flächen in den westlichen Vereinigten Staaten als Wald- oder Naturschutzgebiete auswies.
An der Yale University gründete Pinchot eine eigene Fakultät für das Forstwesen. Dort hatte er zwischen 1903 und 1936 einen Lehrstuhl für die Forstverwaltung. Pinchot wurde ein bekannter amerikanischer Umweltschützer und galt als politisch progressive Persönlichkeit unter der Patronage des US-Präsidenten Theodore Roosevelt. Seine Abteilung erhielt die Kontrolle über alle bundeseigenen Wälder, wobei ihre Befugnisse erheblich erweitert wurde. Pinchot arbeitete einen Plan aus, der unter bestimmten Voraussetzungen und einer entsprechenden Gebührenentrichtung Privatinteressenten bei der Entwicklung des Waldes berücksichtigte. Pinchot gründete auch die National Conservation Association, deren Präsident er zwischen 1910 und 1925 war.

## Politischer Disput

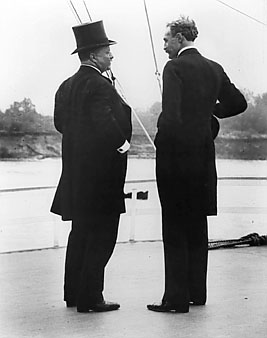
Gifford Pinchot (rechts) mit Präsident Theodore Roosevelt (1907)

Aufgrund von Forderungen seitens der Wirtschaft wurde 1907 im Kongress beschlossen, keine weiteren Waldgebiete im Westen des Landes unter Naturschutz zu stellen. Präsident Roosevelt stellte kurz vorher noch 65.000 km² unter Naturschutz. Pinchots Autorität wurde fortschreitend unterminiert. Der im Jahr 1908 gewählte Präsident William Howard Taft entließ Pinchot, weil dieser sich gegen seine Politik und die seines Innenministers Richard A. Ballinger gestellt hatte. In der als Ballinger-Pinchot-Kontroverse bekannt gewordenen Phase setzte Pinchot diskreditierendes Material gegen Ballinger in die Welt, was die Trennung der Republikanischen Partei förderte und zur Gründung der Progressiven Partei führte, die dann von Theodore Roosevelt geführt wurde. Im Jahr 1914 bewarb er sich erfolglos um einen Sitz im US-Senat und zeigte Interesse an der Präsidentschaft. Er setzte sich für ein Eintreten Amerikas in den Ersten Weltkrieg ein – im Gegensatz zur ursprünglichen Neutralität Woodrow Wilsons. Schließlich löste sich die Progressive Party wieder auf und Pinchot kehrte zu den Republikanern zurück.

## Gouverneur von Pennsylvania
Mit Wilsons Wiederwahl in das Amt des US-Präsidenten im Jahr 1916 wandte sich Pichot Pennsylvania zu. Gouverneur William Sproul ernannte ihn 1920 zum Forstbeauftragten des Landes (Commissioner of Forestry). Gouverneur Sproul ließ damals die Wälder Pennsylvanias, die seit Jahrzehnten ausgebeutet und abgeholzt worden waren, wieder aufforsten. Pinchot strebte in dieser Zeit das Amt des Gouverneurs von Pennsylvania an. Die Kampagne 1922 für dieses Amt konzentrierte sich auf öffentliche Reformen: den Staatshaushalt, die Durchsetzung der Prohibition und Regulierung von gemeinwirtschaftlichen Nutzungsbetrieben. Er gewann mit einer knappen Mehrheit. In seiner ersten Amtszeit zwischen 1923 und 1927 wurde die Verwaltung reformiert und der Haushalt saniert. Die Versorgung der Behinderten wurde verbessert. Für die Angestellten des öffentlichen Dienstes wurde ein Rentensystem eingeführt. Aufgrund einer Verfassungsklausel durfte Pinchot im Jahr 1926 nicht für eine direkte Wiederwahl kandidieren. Daher schied er am 18. Januar 1927 aus seinem Amt aus. Nach einer weiteren erfolglosen Kandidatur für den US-Senat trat er eine siebenmonatige Seereise in die Südsee an.
Im Jahr 1930 wurde er erneut zum Gouverneur gewählt. Seine zweite vierjährige Amtszeit begann am 20. Januar 1931 und wurde zu Beginn von der großen Wirtschaftskrise jener Jahre überschattet. Auch in Pennsylvania stieg die Zahl der Arbeitslosen. Der Gouverneur legte Beschäftigungsprogramme auf und Gesetze zur Kontrolle der Banken wurden verabschiedet. So wurden beispielsweise weitere Straßen gebaut, die damals erstmals asphaltiert wurden. Er setzte sich auch für die leidenden Farmer ein. Gemeinsam mit der New-Deal-Politik des neuen Präsidenten Franklin D. Roosevelt konnte die Krise allmählich überwunden werden.

## Weiterer Lebenslauf

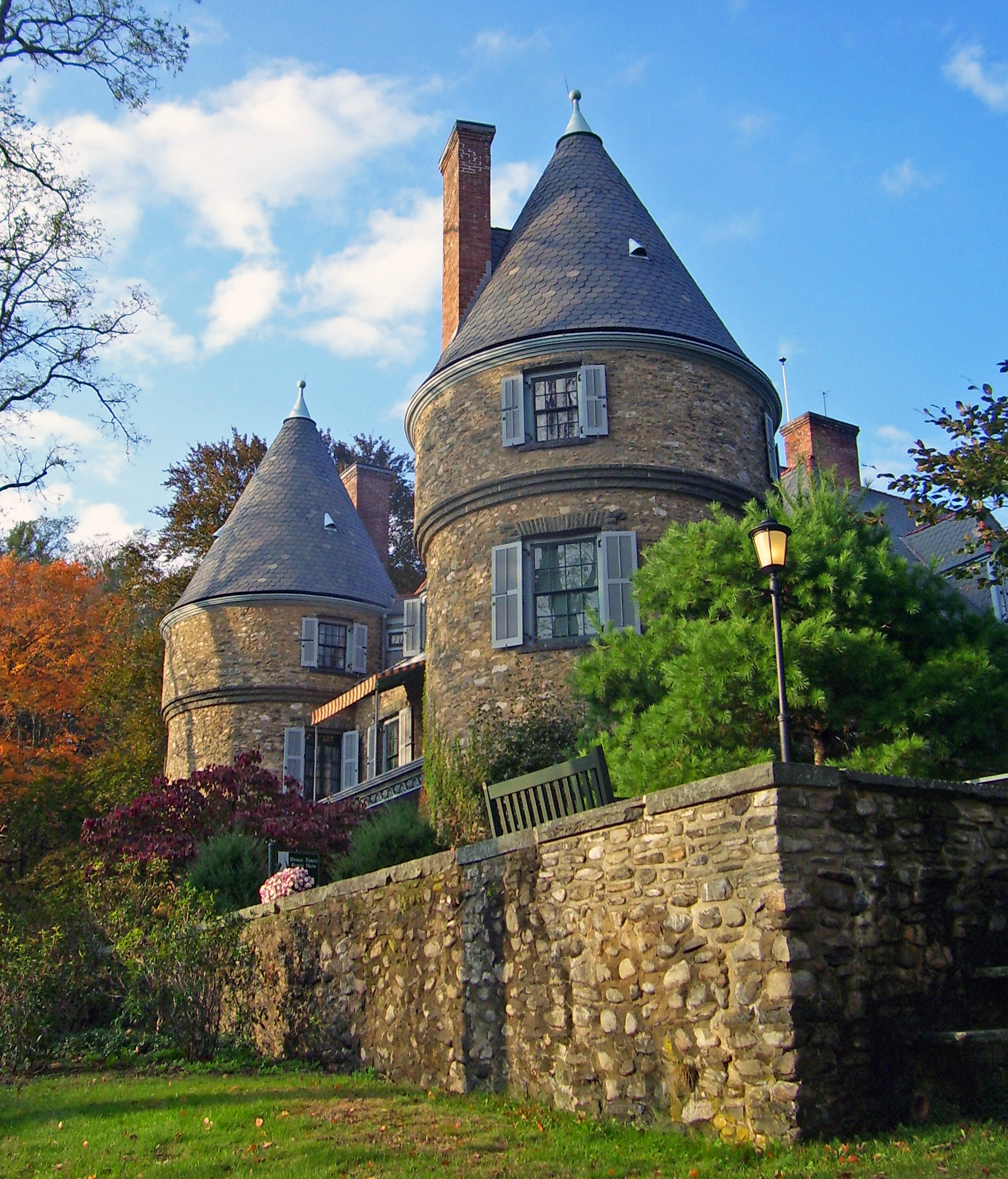
Grey Towers National Historic Site

Nach dem Ende seiner Gouverneurszeit unternahm er einen dritten und letzten Versuch, in den Kongress gewählt zu werden. Auch der dritte Anlauf war nicht von Erfolg gekrönt. Im Jahr 1938 scheiterte er in den Vorwahlen der Republikanischen Partei, als er eine dritte Nominierung für das Amt des Gouverneurs von Pennsylvania anstrebte. In seinen verbleibenden Jahren war der Ex-Gouverneur Berater des Präsidenten und schrieb ein Buch über sein Leben in der Forstverwaltung und erfand eine so genannte Fischer-Ausrüstung, die im Zweiten Weltkrieg auf Rettungsbooten zum Auffischen von Schiffbrüchigen verwendet wurden. Er instruierte auch die US Navy, wie frisches Wasser aus Fischen zu erhalten sei. 1946 starb er 81-jährig an Leukämie. Er hinterließ seine Frau, Cornelia Bryce, und seinen Sohn Gifford Bryce Pinchot (Gifford Pinchot II). Seine letzte Ruhe fand Gifford Pinchot im Familienmausoleum auf dem Friedhof der Stadt Milford.
Postum ernannte ihn die Forest History Society (FHS) im Jahr 1961 zum Fellow.
Das architektonisch herausragende Wohnhaus der Familie Pinchot namens Grey Towers in Milford wurde von Architekt Richard Morris Hunt entworfen. Es ist seit 1963 in Bundesbesitz, seit demselben Jahr als National Historic Landmark ausgewiesen und wurde 2005 zur National Historic Site aufgewertet. Es wird vom U.S. Forest Service als Museum für den Gründungsdirektor der Behörde betrieben und ist Sitz und Veranstaltungsort für Tagungen des Pinchot Institutes, einer Denkfabrik zu Naturschutzthemen, die 1963 von John F. Kennedy gegründet wurde.

## Schriften (Auswahl)
- Government Forestry Abroad. Baltimore 1891.
- Biltmore Forest, the Property of Mr. George W. Vanderbilt. An Account of Its Treatment, and the Results of the First Year’s Work. Chicago 1893.
- The Adirondack Spruce. A Study of the Forest in Ne-Ha-Sa-Ne Park. 1898 (Neuauflage New York 1970, ISBN 0-40502682-X).
- zusammen mit anderen: Report of the Public Lands Commission. Washington 1905.
- The Fight for Conservation. New York 1910 (spätere Neuauflage: Seattle 1967).
- The Training of a Forester. Philadelphia und London 1914.
- The Power Monopoly: Its Make-up and Its Menace. Milford 1928.
- To the South Seas. The Cruise of the Schooner Mary Pinchot to the Galapagos, the Marquesas, and the Tuamotu Islands, and Tahiti. Philadelphia, Chicago u. a. 1930.
- Breaking New Ground, New York 1947, ISBN 0-29595181-8 (spätere Ausgaben u. a. Washington 1998, ISBN 1-55963669-6 und ISBN 1-55963670-X).
- Fishing Talk. Harrisburg 1993, ISBN 0-81172512-X.
- The Conservation Diaries of Gifford Pinchot. Herausgegeben von Harold K. Steen, Durham 2001, ISBN 0-89030059-3 und ISBN 0-89030060-7.